# 李秋霞
李秋霞（1950年10月23日—），前台灣田徑運動員。曾參加1972年慕尼黑奧運。
1970年曼谷亞運會中，贏得女子1500公尺銅牌。
1973年亞洲田徑錦標賽中，贏得女子1500米銀牌。同時林純玉、機政玉、李秋霞、黃秋綿贏得女子4×400公尺接力銀牌。
1975年亞洲田徑錦標賽中，贏得3項金牌。